# Maniac Nirvana
Maniac Nirvana es el quinto álbum de estudio del cantante británico de rock Robert Plant, publicado en 1990 por el sello Es Paranza en el Reino Unido y distribuido en el resto de los países por Atlantic Records. Al igual que su álbum antecesor, Plant quiso dejar atrás el sonido de Shaken 'n' Stirred de 1985 y acercarse a su estilo impuesto en Led Zeppelin. Al respecto en una entrevista en 1990, Plant comentó que quería volver a la voz que solía emplear en la etapa con su antigua banda y poder plasmarlo en una nueva producción como solista, aunque sabiendo que lograr exactamente lo mismo sería difícil.
Cabe señalar que la canción «She Said» originalmente fue omitida del long play, pero se agregó en los otros formatos musicales. A su vez, se incluye una versión de «Your Ma Said You Cried in Your Sleep Last Night» grabada en 1961 por el cantante estadounidense Kenny Dino y la cual incluyó algunos guiños del estilo doo-wop.
Por otro lado, el 2007 el sello Rhino lo remasterizó con tres pistas adicionales; «Oompah (Watery Bint)», «One Love» y «Don't Look Back», las que originalmente fueron publicadas en abril de 1990 como maxisencillo.

## Recepción comercial
Tras su lanzamiento logró un relativo éxito en algunos países, por ejemplo en los Estados Unidos alcanzó el puesto 12 en los Billboard 200 y en el mismo año vendió más de 500 000 copias en ese país, siendo certificado con disco de oro por la RIAA. Por su parte, en el Reino Unido llegó hasta la posición 15 de la lista de álbumes y al mes siguiente fue certificado con disco de plata por el organismo discográfico inglés, luego de superar los 60 000 ejemplares comercializados. Este hecho lo posiciona como su primer trabajo desde The Principle of Moments (1983) en lograr una certificación discográfica en su propio país.
Para promocionarlo se publicaron algunas canciones como sencillos, de las cuales solo «Hurting Kind (I've Got My Eyes on You)» y «Your Ma Said You Cried in Your Sleep Last Night» ingresaron en la lista de sencillos del Reino Unido, en los puestos 45 y 90 respectivamente. Por su parte, en los Estados Unidos solo «Hurting Kind (I've Got My Eyes on You)» entró en los Billboard Hot 100 en el lugar 46, mientras que llegó hasta el primer lugar de la lista Mainstream Rock Tracks. De igual manera, los sencillos «Tie Dye On the Highway», «Your Ma Said You Cried in Your Sleep Last Night», «Big Love» y «I Cried» lograron las posiciones 6, 8, 35 y 39, en el conteo Mainstream estadounidense respectivamente.

## Lista de canciones
| N.º | Título                                                                  | Escritor(es)                                                 | Duración |  |
| 1.  | «Hurting Kind (I've Got My Eyes on You»                                 | Plant, Johnstone, Charlie Jones, Chris Blackwell, Doug Boyle | 4:04     |  |
| 2.  | «Big Love»                                                              | Plant, Johnstone, Blackwell                                  | 4:24     |  |
| 3.  | «S S S & Q»                                                             | Plant, Johnstone, Jones, Blackwell                           | 4:38     |  |
| 4.  | «I Cried»                                                               | Plant, Johnstone                                             | 4:59     |  |
| 5.  | «She Said»                                                              | Plant, Johnstone, Jones, Blackwell, Boyle                    | 5:10     |  |
| 6.  | «Nirvana»                                                               | Plant, Jones, Boyle                                          | 4:36     |  |
| 7.  | «Tie Dye On the Highway»                                                | Plant, Blackwell                                             | 5:15     |  |
| 8.  | «Your Ma Said You Cried in Your Sleep Last Night» (cover de Kenny Dino) | Mel Glazer, Stephen Schlaks                                  | 4:36     |  |
| 9.  | «Anniversary»                                                           | Plant, Johnstone                                             | 5:02     |  |
| 10. | «Liars Dance»                                                           | Plant, Boyle                                                 | 2:40     |  |
| 11. | «Watching You»                                                          | Plant, Johnstone, Blackwell                                  | 4:19     |  |

| Pistas adicionales en remasterización de 2007 |                         |                                           |          |  |
| N.º                                           | Título                  | Escritor(es)                              | Duración |  |
| 12.                                           | «Oompah (Watery Blint)» | Plant, Johnstone                          | 5:48     |  |
| 13.                                           | «One Love»              | Plant, Johnstone, Jones, Blackwell, Boyle | 3:15     |  |
| 14.                                           | «Don't Look Back»       | Billy Vera                                | 3:02     |  |

## Posicionamiento en listas musicales
| País           | Lista (1990)                     | Posición |
| -------------- | -------------------------------- | -------- |
| Alemania       | Media Control Charts             | 30       |
| Australia      | Kent Music Report                | 26       |
| Canadá         | RPM Top 100 Albums               | 11       |
| Estados Unidos | Billboard 200                    | 13       |
| Nueva Zelanda  | Official New Zealand Music Chart | 24       |
| Países Bajos   | Dutch Top 100 Album              | 78       |
| Reino Unido    | UK Albums Chart                  | 15       |

| País           | Lista (1990)       | Posición |
| -------------- | ------------------ | -------- |
| Canadá         | RPM Top 100 Albums | 43       |
| Estados Unidos | Billboard 200      | 71       |

## Certificaciones discográficas
| País           | Organismo certificador | Certificación | Ventas certificadas | Ref.   |
| -------------- | ---------------------- | ------------- | ------------------- | ------ |
| Canadá         | CRIA                   | Platino       | 100 000             | [ 11 ] |
| Estados Unidos | RIAA                   | Oro           | 500 000             | [ 4 ]  |
| Reino Unido    | BPI                    | Plata         | 60 000              | [ 6 ]  |

## Músicos
- Robert Plant: voz
- Doug Boyle: guitarra
- Charlie Jones: bajo
- Paul Johnstone: teclados y guitarra
- Chris Blackwell: batería y guitarra adicional
- Robert Stride, Laila Cohen, Caroline Harding, Jerry Wayne, Siddi Makain Mushkin y Micky Groome: coros